# Dibenzazepine

Structuur van 5H-Dibenzob,fazepine inclusief nummering

Dibenzazepine, vroeger ook dibenzoazepine genoemd, meer bepaald 5H-Dibenzo[b,f]azepine is een stofklasse met twee benzeenringen geanelleerd aan een azepinering. Als actief farmaceutisch ingrediënt (API) worden de verbindingen ingezet als tricyclische antidepressiva en anti-epileptica.
Voorbeelden van leden van deze stofklasse die farmaceutische toepassing vinden zijn Carbamazepine en Imipramine. Amoxapine is qua structuur vergelijkbaar, maar heeft een andere opstelling van de heteroatomen.

Carbamazepine
Imipramine
Amoxapine